# 加藤寛規 (声優)
加藤 寛規（かとう ひろき、3月28日 - ）は、日本の男性声優。兵庫県出身。

## 人物
かつてはオフィスCHK、ウィングウェーヴに所属していた。

## 出演作品

### テレビアニメ
時期不明
- ジャングル・ジョージ ザ・シリーズ
- デュアル！ぱられルンルン物語（オペレーター、男子生徒）
- ブーンドックス（スヌープ）

2005年
- ラムネ（男子生徒A）

2006年
- つよきす Cool×Sweet（松笠連合、男子生徒、男性客、サラリーマン、係員）

2008年
- MAJOR 4th season（ケロッグ、谷岡、ニュースキャスター、審判、長谷川、峰岸、アナウンサー、ノートン、マイク、スコット、塁審）

2010年
- スーパーロボット大戦OG -ジ・インスペクター-（DC残党員、DCパイロットB）
- 薄桜鬼（御陵衛士）

2011年
- MAJOR 6th season（ケロッグ）

### OVA
- 学校の怪談2007

### ゲーム
- ラストバレット（鈴木輝）
- カヌチ 白き翼の章
- いつかこの手が穢れる時に -SPECTRAL FORCE LEGACY-（チク）
- 百英雄伝（ホーガン）

### 吹き替え
- ケアベア
- 現代の驚異
- 故宮
- シックスAM
- 爆発感染 レベル5（ロベルト）
- ビリー'S KARATE MAN（ビリー）
- ファイナル・デッドコースター
- World Wide Kid

### ドラマCD
- 真空融接
- にじちぅ?
- 眼鏡cafe
- Dクラッカーズ（水原勇司）
- ぼくらの運勢
- 夢見る星座

### CM
- 赤帽
- アヤハディオ
- エースコック・ラメンチェ
- 俊栄土地
- トーセ
- びわこ競艇

### ナレーション
- カンテーレ
- 京の四季
- 堺シティ9
- 健勝苑大京都展イソップ童話

### ラジオ
- ドラマの風
- ドラマBOX
- ミステリーKISS
- もりもりマニアの声優になろう